# Сиван
Сиван (фр. Civens) насеље је и општина у источној Француској у региону Рона-Алпи, у департману Лоара која припада префектури Монбризон.
По подацима из 2011. године у општини је живело 1370 становника, а густина насељености је износила 104,58 становника/km². Општина се простире на површини од 13,1 km². Налази се на средњој надморској висини од 386 метара (максималној 470 m, а минималној 327 m).

## Демографија
| 1962. | 1968. | 1975. | 1982. | 1990. | 1999. | 2011. |
| ----- | ----- | ----- | ----- | ----- | ----- | ----- |
| 447   | 523   | 615   | 761   | 1.007 | 1.129 | 1.370 |

График промене броја становника у току последњих година